# Commandement de la force et des opérations terrestres
Pour les articles homonymes, voir CFT.
 (mars 2023).
Si vous disposez d'ouvrages ou d'articles de référence ou si vous connaissez des sites web de qualité traitant du thème abordé ici, merci de compléter l'article en donnant les références utiles à sa vérifiabilité et en les liant à la section « Notes et références ».
Le commandement de la force et des opérations terrestres (CFOT) est un organisme déconcentré de l’état-major de l'Armée de terre française (EMAT).

## Historique
Le commandement de la force d'action terrestre (CFAT) est créé à Lille le 1er juillet 1998 à partir des effectifs du 3e corps d'armée dissous.
Il est initialement soutenu par le 43e régiment d'infanterie jusqu'à ce que ce régiment intègre la brigade des transmissions en 2003, notamment par son détachement technique spécifique.
Il prend l'appellation de commandement des forces terrestres (CFT) le 1er juillet 2008.
Dans le cadre du plan de transformation "Armée de terre de combat", il devient le commandement de la force et des opérations terrestres (CFOT) le 1er janvier 2024.

## Description
Le CFT est responsable de la mise en œuvre du contrat opérationnel de l’armée de Terre. Sa finalité est de permettre au chef d'état-major de l'armée de Terre (CEMAT) d'engager, au bon moment et dans la durée, des unités organisées, équipées et prêtes pour la mission qui les attend.
Implanté à Lille, l’état-major du commandement des forces terrestres comprend 370 personnels, militaires et civils des armées. Il peut aussi faire appel temporairement au renfort d’un vivier de 150 réservistes.
L’ensemble des unités subordonnées, hors outre-mer, rassemble 77 régiments, 11 écoles et 10 centres spécialisés et la grande majorité des 77 000 soldats de l’armée de terre au terme de la remontée en puissance de la force opérationnelle terrestre.

### Le commandement opérationnel de l'armée de terre pour l'engagement au sol et près du sol
L’état-major du CFT, dont la structure a été recentrée sur le commandement et la conception des activités, s’articule autour d’un état-major opérationnel terre (EMOT) situé sur deux emprises (Lille auprès du COMFT et Paris, auprès de l’EMA et du CPCO) et de trois divisions (Formation préparation à l’engagement (FPE) ; Capacités - Scorpion ; Performance - Synthèse).
Le commandement des forces terrestres est responsable des capacités de sept commandements divisionnaires que complètent le corps de réaction rapide – France (CRR-Fr) à Lille et l’état-major spécialisé pour l’outre-mer et l’étranger (EMSOME) à Paris :
- la 1re division (Besançon) et la 3e division (Marseille), formant la force interarmes « Scorpion » autour desquelles s’articule la capacité de combat de l’armée de terre ;
- 5 commandements spécialisés: le commandement de l’entraînement et des écoles du combat interarmes (COME2CIA) à Mourmelon-le-Grand, regroupant les capacités de formation et d’entrainement interarmes; le commandement du renseignement (COMRENS) de Strasbourg; le commandement des systèmes d’information et de communication (COMSIC) de Cesson-Sévigné; le commandement de la logistique des forces (COMLOG) et le commandement de la maintenance des forces (COMMF), tous deux basés à Lille.

### L'engagement opérationnel, seule finalité des forces terrestres

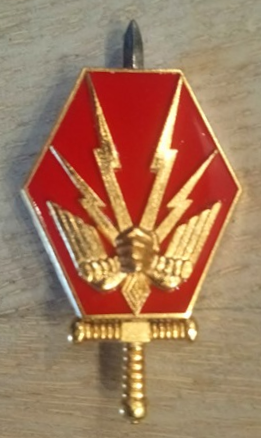
Insigne du CFT-Lille

Les responsabilités du CFT s’exercent dans plusieurs domaines complémentaires qui doivent permettre au CFT d’assurer, au titre de l’autorité fonctionnelle, une cohérence transverse à l’armée de terre en matière de formation interarmes et d’entraînement.
Dans son rôle opérationnel, il organise et conduit la mise sur pied des forces terrestres désignées pour une opération.
Pour la formation, il conçoit et fait exécuter la formation individuelle initiale des militaires du rang, la formation individuelle « métiers » par fonction opérationnelle (hors forces spéciales et aviation légère de l'Armée de terre) et la formation interarmes.
Pour l’entraînement des forces, il veille à la cohérence d’ensemble des activités constituées de la préparation opérationnelle « métier » réalisée principalement en garnison et dans les espaces collectifs d’entrainement (ECI), de la préparation opérationnelle interarmes et interarmées réalisée principalement dans les centres spécialisés et, en cas de préparation à une projection, de la mise en condition finale réalisée principalement au DAO (détachement d’assistance opérationnelle) du COME2CIA et dans les espaces d’entrainement de niveau 2.
Le CFT regroupe l’ensemble des capacités de l’armée de terre hors ALAT et forces spéciales et veille à :
- s’assurer la supervision de la programmation des activités dans l’armée de Terre ;
- s’assurer pour le CEMAT la formation au combat interarmes, l’entraînement et la préparation à l’engagement opérationnel des forces terrestres afin de lui permettre d’honorer les contrats opérationnels de l’armée de Terre ;
- s’assurer la cohérence de la formation au combat interarmes et de l’entraînement (préparation opérationnelle « métier », complétée par la préparation opérationnelle interarmes, dont la mise en condition finale) au sein de l’armée de terre ;
- s’assurer l’interopérabilité interarmées et interalliés des forces terrestres ;
- décliner et mettre en œuvre la politique de tir et de ciblerie de l’armée de terre; il peut s’appuyer sur les compétences de l’E2CIA pour remplir sa mission;
- contribuer, pour l’armée de terre, aux activités interarmées et internationales.

## Généraux commandant le CFT
- 1998-2001 : général d'armée Pierre Forterre
- 2001-2003 : général de corps d'armée Jean-Claude Lafourcade
- 2003-2005 : général de corps d'armée Jean-Claude Thomann
- 2005-2007 : général de corps d'armée Jean-Louis Py
- 2007-2010 : général de corps d'armée Antoine Lecerf
- 2010-2012 : général de corps d'armée Hervé Charpentier
- 2012-2014 : général de corps d'armée Bertrand Clément-Bollée
- 2014-2017 : général de corps d'armée Arnaud Sainte-Claire Deville
- 2017-2018 : général de corps d'armée Patrick Alabergere[3]
- 2018-2022 : général de corps d’armée Vincent Guionie[4]
- 2022-2025 : général de corps d'armée Bertrand Toujouse[5]
- 2025 : général de corps d'armée Philippe de Montenon[1]